# HR 8799 e
HR 8799 e és un gran exoplaneta, que orbita l'estel HR 8799, que es troba a 128 anys llum de la Terra. Aquest gegant de gas és de 5 i 13 vegades la massa de Júpiter, el major planeta del nostre sistema solar. Els quatre planetes en el sistema de HR 8799 són grans en comparació de tots els gegants de gas en el sistema Solar.

## Descripció
HR 8799 e és el quart planeta orbitant HR 8799. És un gegant de gas, de color vermell, i està bastant prop del seu estel, situat just entre les òrbites dels Saturn i Urà en el nostre sistema solar. Encara cap exosatèl·lit ha estat descoberta pels astrònoms però si el planeta és un poc com els gegants gasosos del nostre sistema solar, és probable que les tinga.
HR 8799 e és el planeta més interior a mesura que orbita més prop del seu estel que els altres tres planetes en aquest sistema planetari. Aquest planeta orbita a una distància estimada de 14,5 UA sobre la base de la relació entre la separació angular determinada per les observacions d'imatge directa i de la distància de l'estel de la Terra. El període estimat d'aquest planeta si l'òrbita és de front és d'uns 50 anys.

## Descobriment
El Consell Nacional de Recerca de l'Institut Herzberg d'Astrofísica va descobrir el planeta el 1r de novembre de 2010, mentre que feia un cop d'ull més de prop al sistema de HR 8799 i van publicar els seus resultats tres setmanes després. Les observacions es van realitzar en l'Observatori W. M. Keck durant les temporades del 2009 i 2010, en les bandes K i L. El planeta desconcerta als científics perquè està tan prop del seu estel.